# ブリジット・ジョーンズの日記 (映画)
『ブリジット・ジョーンズの日記』（ブリジット・ジョーンズのにっき、英: Bridget Jones's Diary）は、2001年に公開されたイギリス・アメリカ合衆国・フランスのロマンティック・コメディ映画。シャロン・マグワイアが監督、リチャード・カーティス、アンドリュー・デイヴィス、ヘレン・フィールディングの3名が脚本を担当した。作品は、ジェーン・オースティンの『高慢と偏見』をベースに、1996年にフィールディングが発表した同名小説を原作にしている。主人公のブリジット・ジョーンズをレネー・ゼルウィガーが演じ、お下劣な上司のダニエル・クリーヴァーをヒュー・グラント、またブリジットにとって真実の恋人となるマーク・ダーシーをコリン・ファースが演じた。制作は2000年8月から11月にかけて行われ、ロンドンやその周辺のホーム・カウンティズで多くのシーンが撮影された。ワールド・プレミアは2001年4月2日にニューヨーク、4月4日にイギリスで行われ、2001年4月13日にイギリス・アメリカ合衆国で同時公開されたほか、日本では同年9月12日に劇場公開された。
作品は概ね好評価を受けており、また世界中で2億8000万ドル以上の興行収入を上げるなど商業的にも成功した。アメリカ人のゼルウィガーを配役したことには批判もあったが、彼女は「等身大の独身女性」を演じたと高く評価され、この役でアカデミー主演女優賞などにノミネートされた。続編となる『ブリジット・ジョーンズの日記 きれそうなわたしの12か月』は2004年に公開され、2016年には第3作『ブリジット・ジョーンズの日記 ダメな私の最後のモテ期』が公開された。

## あらすじ
32歳のブリジット・ジョーンズは新年のパーティのため実家に帰り、実家が近い法廷弁護士でバツイチのマーク・ダーシーを紹介される。ブリジットはトナカイ柄のセーターを着たマークに幻滅するが、マークの側もブリジットの生活態度に幻滅し、互いの第一印象は最悪なまま別れる。ロンドンのフラットに戻った彼女は、何をやっても上手く行かない怠惰なシングルトンの自分を変えるため、日記を付け始める決意をする。
出版社勤務のブリジットは、上司の編集長ダニエル・クリーヴァーに憧れており、ふたりはブリジットの服装を起点にメールのやりとりを始める。出版記念パーティーに出席したブリジットは参加者の中にマークを見つけ、同僚の弁護士・ナターシャを紹介される。パーティを抜け出してディナーに行ったブリジットは、ダニエルから大学の同級生であるマークに、フィアンセを寝取られたと聞かされる。
ブリジットはダニエルと交際を始めるが、一方で母パメラは通販チャンネルのアシスタントを始め、父コリンを置いていってしまう。オルコンベリー家のパーティに出席がてらダニエルと週末旅行に出掛けたブリジットは、宿泊するホテルでマークとナターシャに遭遇する。ダニエルは仕事のため帰宅してしまい、ひとりでパーティに参加したブリジットは、過去の行いに関してマークを詰る。ロンドンに帰ってダニエルの家を訪れたブリジットは、彼がニューヨーク支社のララを連れ込んでいるのを見つけて破局に至り、後日ダニエルからララとの婚約を聞かされる。
ブリジットはダニエルから離れるためテレビ業界へ転職し、友人のマグダ夫妻のパーティで、ナターシャと共に出席したマークに出会う。ブリジットは既婚者ばかりが出席していることに辟易するが、帰り際にマークから好意を持っていると伝えられる。人権裁判の取材に行ったブリジットは、担当弁護士だったマークの取り計らいで、独占インタビューに成功する。33歳の誕生日を迎えたブリジットは、友人たちを招いたパーティ用の料理で失敗するが、マークの手伝いで何とか取り繕う。そこにダニエルが現れ、ララとは破局したので復縁してくれないかとブリジットに頼むが、ダニエルはマークに表へ出されて乱闘騒ぎになる。
クリスマスを父コリンとふたり実家で過ごすブリジットの元に、アシスタントを辞めた母パメラが戻ってくる。ブリジットはダーシー夫妻のルビー婚パーティに向かうパメラから、マークの離婚の原因はダニエルが彼の妻を寝取ったことだったと聞く。ブリジットはマークに好意を伝えるが、パーティの席でダーシー提督から、マークはニューヨークに転勤し、ナターシャと結婚する見込みだと明かされ、彼女は傷心に陥る。数日後、友人に誘われたパリ旅行直前のブリジットのフラットに現れたマークは、彼の悪口が満載の日記を読んで出て行ってしまう。ブリジットは慌てて彼を追うが、マークは交際開始の門出に新しい日記を買いに行っただけで、ふたりは人目も憚らず通りで熱く口づけするのだった。

## キャスト
括弧内は日本語吹替
- ブリジット・ジョーンズ（英語版） - レネー・ゼルウィガー（松本梨香）
- マーク・ダーシー - コリン・ファース（井上倫宏）
- ダニエル・クリーヴァー - ヒュー・グラント（森田順平）
- コリン・ジョーンズ（ブリジットの父） - ジム・ブロードベント（川久保潔）
- パメラ・ジョーンズ（パム、ブリジットの母） - ジェマ・ジョーンズ（斉藤昌）
- ウナ・オルコンベリー - セリア・イムリー（英語版）
- ジェフリーおじさん - ジェームズ・フォークナー
- ジュード - シャーリー・ヘンダーソン（大谷育江）
- トム - ジェイムズ・キャリス（英語版）（鉄野正豊）
- シャロン・"シャザー" - サリー・フィリップス（英語版）（中澤やよい）
- ララ - リサ・バービュシア
- ダーシー提督 - ドナルド・ダグラス（英語版）（佐々木敏）
- ジェラルディン・ダーシー夫人 - シャーミアン・メイ（英語版）
- "ティッツ・パーヴァート"・フィッツハーバート[注釈 5] - ポール・ブルック（英語版）（篠原大作）
- ナターシャ・グレンヴィル - エンベス・デイヴィッツ（松岡洋子）
- ジュリアン - パトリック・バーロウ（英語版）（稲葉実）
- パーペチュア - フェリシティ・モンタギュー（英語版）
- リチャード・フィンチ - ニール・ピアソン（英語版）（堀之紀）
- ウーニー - ドリー・ウェルズ（英語版）
- マグダ - クレア・スキナー（英語版）

このほかに、サルマン・ラシュディ（声 - 稲葉実）とジェフリー・アーチャーが本人役でカメオ出演しており、アーチャーの三文文士ぶりが茶化される。他にもクリスピン・ボナム＝カーターとルーシー・ロビンソンがカメオ出演している（→#背景）。シャロン・マグワイア監督がコメンタリーで述べる通り、仮装パーティのゲスト・ペニーとしてオナー・ブラックマンがカメオ出演している。またレストランでの乱闘シーンで、歌いながら現れるギリシャ人シェフとしてクリストファー・コウロス (Christopher Kouros) が登場している。

## 制作

### 背景

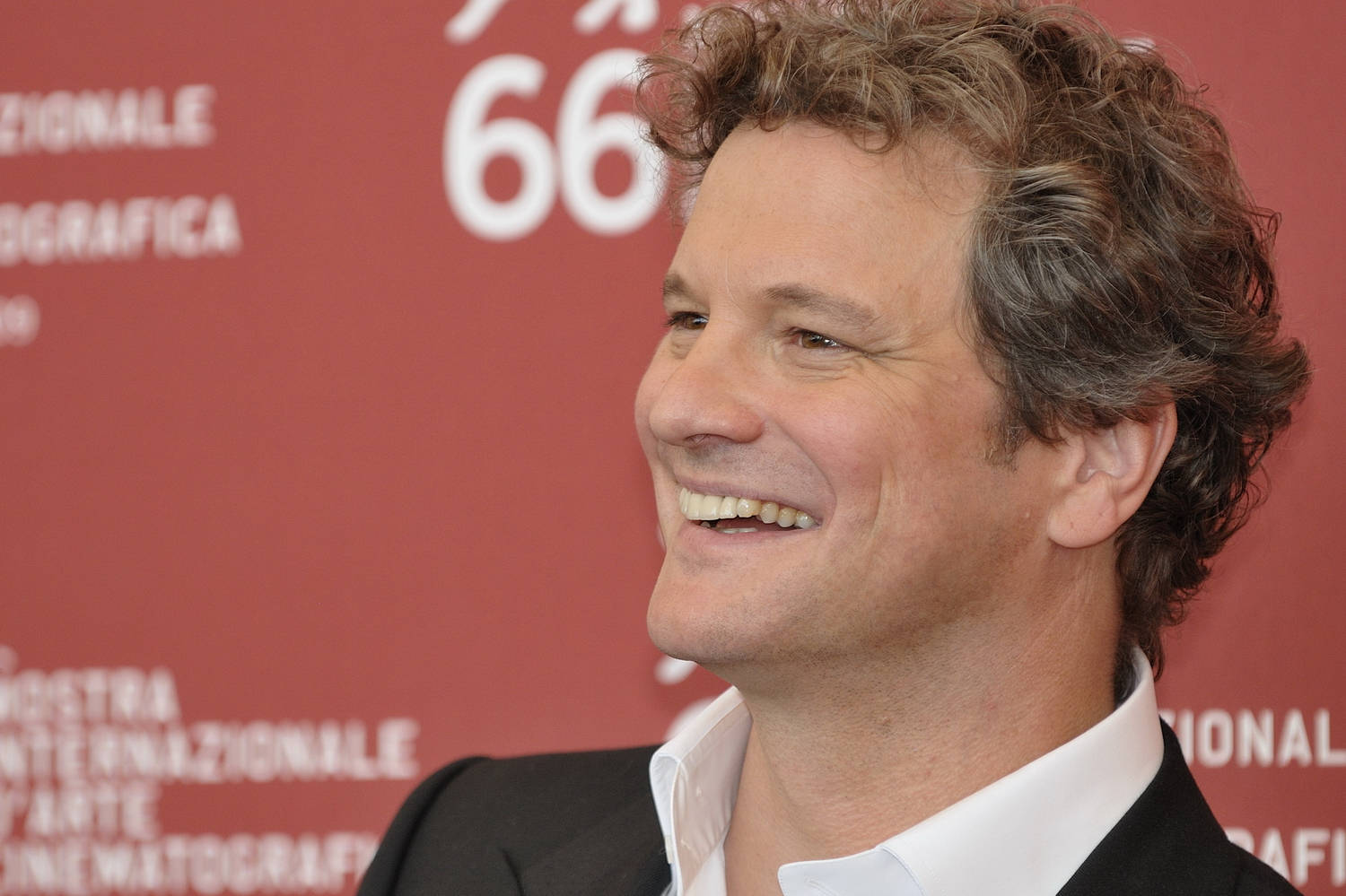
ファースがダーシー役を演じるのは『高慢と偏見』のオマージュのひとつである

フィールディングは多くのインタビューで、原作小説がジェーン・オースティンの小説『高慢と偏見』ならびに、1995年にBBCが制作して人気を博したそのドラマ化作品に触発されたものだと明かしている。BBCのドラマでダーシーを演じたコリン・ファースが、原作に登場するマーク・ダーシーを演じているのもBBC版への目配せのひとつであり、ファースは自身で茶化すことで『高慢と偏見』でのキャラクターから脱却する機会を得たと語っていた。またマーク・ダーシーというキャラクターは、BBC版ドラマのダーシー役に惚れ込んだフィールディングが、ファースを念頭に書いたキャラクターでもあった。『ブリジット・ジョーンズ』シリーズ第1作・第2作の脚本を書いたアンドリュー・デイヴィスは、BBC版『高慢と偏見』の脚本家でもあり、『ブリジット・ジョーンズの日記』には、このドラマでビングリー役を演じたクリスピン・ボナム＝カーターと、ハースト夫人役を演じたルーシー・ロビンソンが小さな役で出演している。
ワーキング・タイトル・フィルムズは1997年にフィールディングの原作の映画化権を得たが、これは原作（1996年発売）がベストセラーになる前のことだった。

### キャスティング
当初ブリジット役に名前が挙がっていたのは、ヘレナ・ボナム＝カーター、ケイト・ブランシェット、エミリー・ワトソン、レイチェル・ワイズ、キャメロン・ディアスなどだった。また、トニ・コレットは当時ブロードウェイで上演されていた『ワイルド・パーティ』に主演するためこの役を断ったという。また、ケイト・ウィンスレットの起用も考えられたが、プロデューサーたちは彼女が若すぎると判断し配役に至らなかった。2年にわたるサーチの結果、レネー・ゼルウィガーの起用が2000年5月末に発表された。製作を務めたエリック・フェルナーはその理由について、彼女が「巨大な個性と説得力を役にもたらす」のだと述べた。監督のマグワイアはゼルウィガーについて、「レネーの中に、コメディから感情劇まで大股で飛び移れる、ほんの一握りの人しか持たない天賦の才能を見た」と述べた。テキサス出身だったゼルウィガーは、映画『恋におちたシェイクスピア』でグウィネス・パルトローの指導もしたバーバラ・バークリー（英: Barbara Berkery）についてイギリス英語のアクセントを学んだ。また、ブリジット役を演じるために約20ポンド (9.1 kg)増やして撮影に挑んだ。また役作りとしてプロデューサーたちの求めに応じ、ゼルウィガーはロンドンにある出版社・ピカドールで出版部の見習いとして働いた（ピカドールは、原作小説のイギリスでの版元である）。映画の公開前、アメリカ人のゼルウィガーが典型的なイギリス人ヒロインを演じることに関しては多くの議論があった。しかしながら、南西イングランドのアクセントも含め、彼女がこの映画で見せた演技は、広く高水準のものだったと受け止められた。2000年7月、ダーシーとクリーヴァーという男性主役2名に、コリン・ファースとヒュー・グラントが決まったことが発表された。また監督のシャロン・マグワイアは、フィールディングの友人のひとりでもあり、原作に登場するシャロン（愛称のシャザーはイングランドでの短縮形）のモデルになったとも言われている。映画ではサリー・フィリップスがシャロンを演じた。

### 撮影

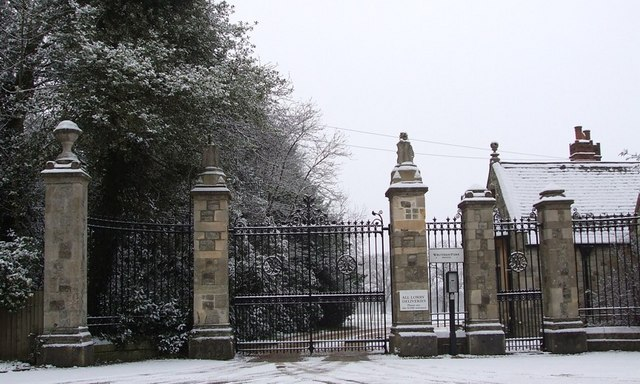
ロータム・パークのゲート。ダーシー家のロケ地として使われた

主要撮影は2000年8月1日から同年11月14日まで行われ、6週間かけてロンドンやその郊外で撮影が行われた。ロケ地としては、ブリジットとダニエルが初めてデートをしたシャド・テムズのほかに、王立裁判所、セント・パンクラス駅、タワー・ブリッジなどが使われている。ブリジットとダニエルが短期休暇で訪れる場所はバッキンガムシャーのストーク・パークで撮影された。またダーシー家にはハートフォードシャーのロータム・パークが使われた。ロンドン・スタンステッド空港はニューヨーク・JFK空港の代わりにロケ地として使われ、ブレントフォードのサイオン・ハウスはダーシー夫妻のアニバーサリー・パーティー会場として使われた。またブリジットの実家のシーンは、グロスターシャー・スノーゼルで4日間撮影された。6週間のロケ後、サリーのシェパートン・スタジオで撮影が行われた。

## 封切り
作品のワールド・プレミアは2001年4月2日にニューヨークのジーグフェルド・シアターで行われた。2日後の4月4日にはロンドンのレスター・スクウェアでイギリス初公開と関連イベントが行われ、ゼルウィガー・ファース・グラントなど映画に出演した俳優たちが参加した。作品は2001年4月13日にイギリス・アメリカ合衆国で同時公開された。日本とイギリスではユナイテッド・インターナショナル・ピクチャーズ（UIP）が配給を担当し、レイティングはイギリス（全英映像等級審査機構）で「激しい言葉遣いと性的言及」により「15」（15歳未満の視聴非推奨）、日本（映画倫理機構）では喫煙、飲酒シーンが多いため「R-15」（15歳未満鑑賞禁止）となった。日本では2001年9月22日に劇場公開されたが、この際ポスターなどには「ブリジットのライフスタイルを真似ると、貴女の健康を損なう恐れがあります。」と記載され注意喚起された。アメリカ映画協会は作品をR指定した。また、ミラマックスが配給に参加した。

### DVDとVHSの発売
VHSは2001年に発売され、削除シーン、独占インタビュー、ブリジットの「正しく生きるため」のガイド（英: Bridget’s Guide to “Getting It Right”）など、35分の特典映像が収録された。DVDにはシャロン・マグワイア監督によるコメンタリーなどが追加で収録され、イギリスではビデオと合わせて2001年12月1日に発売された。2004年には追加の映像特典が収録されたコレクターズ・エディションが発売された。2011年にはBlu-ray Discが発売された。日本版DVDはソニー・ピクチャーズ エンタテインメントから発売され、戸田奈津子が字幕翻訳、高山美香が吹替翻訳を担当した。

## 作品の評価

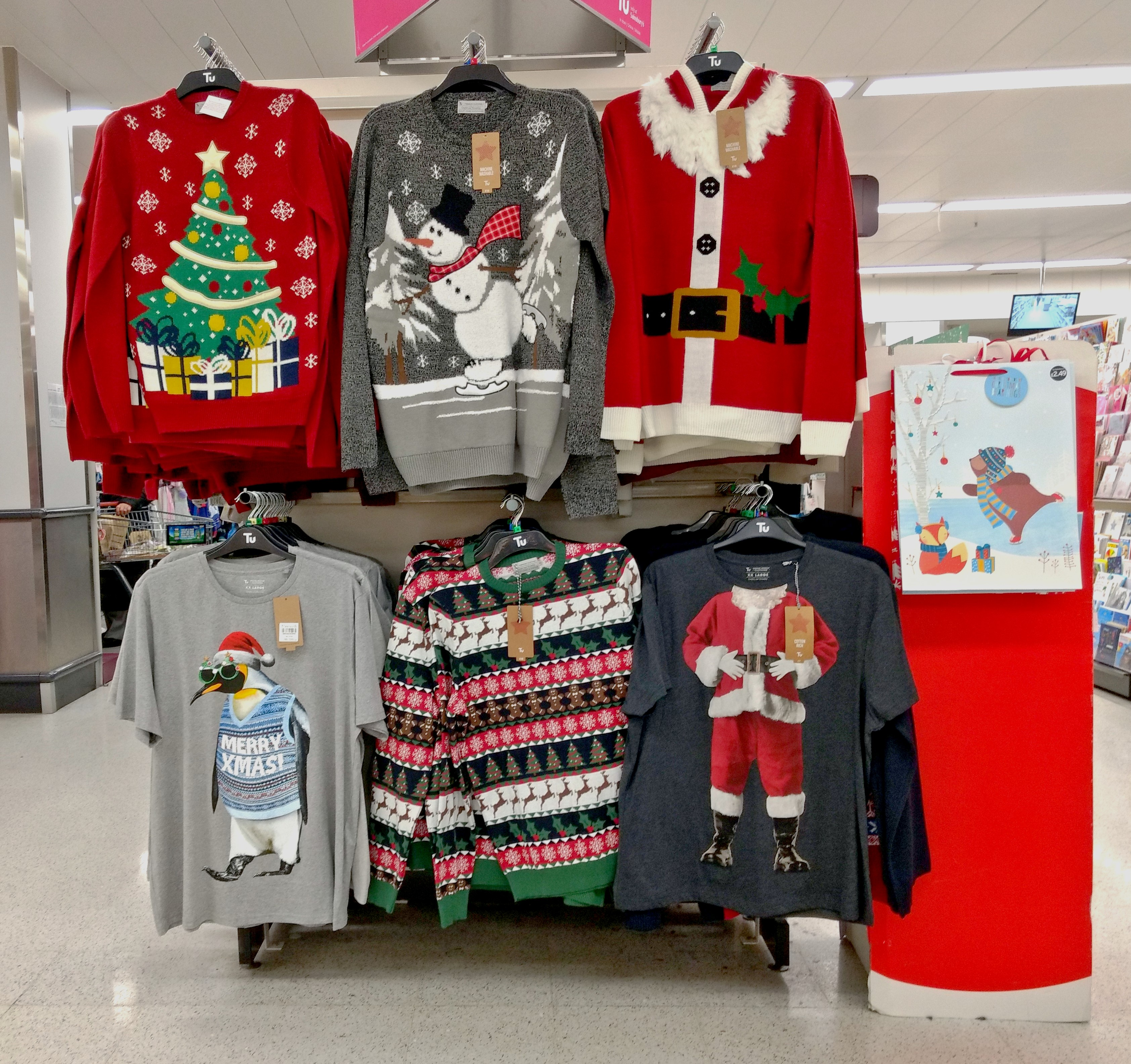
アグリーセーターの一例

映画批評サイトRotten Tomatoesでは155件のレビューに基づき、平均点10点満点中6.9点、81%支持の「新鮮な」映画に分類されている。また同じく映画批評サイトのMetacriticでは、33件のレビューに基づき、100点満点中で加重算術平均66点となっている。映画評論家のロジャー・イーバートは、4つ星中3.5個分の評価を付け、「このような話は、ヒロインに対して無条件の愛情を注げなければ上手く回らないし、ゼルウィガーを据えた配役はそれを可能にした。代役として思いつくのはケイト・ウィンスレットくらいだが、近い所まで行けても自虐的な子犬のような側面は欠けていただろう」と絶賛した。『ローリング・ストーン』誌のピーター・トラヴァースは、キャストや脚本・監督について賞賛し、作品は「年代、性別、国に関係無く、傷付いたロマンチストたちに快活な楽しさを届ける」と述べた。『ワシントン・ポスト』のデッソン・ハウは、脚本のリチャード・カーティスが関わった2作品を挙げ、「『フォー・ウェディング』に喝采した。『ノッティングヒル[の恋人]』を賞賛した。『ブリジット・ジョーンズ』を嫌いなわけではないが、『フォー・ウェディング』を観ているような気がした」と述べた。
作品冒頭のパーティで、コリン・ファース演じるマーク・ダーシーがトナカイ柄のセーターを着ているシーンは大きな話題となり、「アグリー・クリスマス・セーター」と呼ばれるクリスマスの悪趣味なセーターの流行に一役買うことになった。

### 受賞とノミネート
主演のレネー・ゼルウィガーはこの作品で、アカデミー主演女優賞、英国アカデミー賞 主演女優賞、放送映画批評家協会賞主演女優賞、エンパイア賞主演女優賞、ゴールデングローブ賞 映画部門 主演女優賞 (ミュージカル・コメディ部門)、MTVムービー・アワード最優秀キス賞（コリン・ファースと）、サテライト賞長編ミュージカル・コメディ映画部門主演女優賞、全米映画俳優組合賞主演女優賞、ティーン・チョイス・アワード チョイス・ケミストリー部門（ヒュー・グラントと）、ダラス・フォートワース映画批評家協会賞主演女優賞にノミネートされた。
マーク・ダーシーを演じたコリン・ファースは、ヨーロッパ映画賞観客賞最優秀ヨーロッパ俳優部門 (Jameson People's Choice Award for Best Actor) を受賞し、英国アカデミー賞 助演男優賞とサテライト賞長編ミュージカル・コメディ映画部門主演男優賞にノミネートされた。

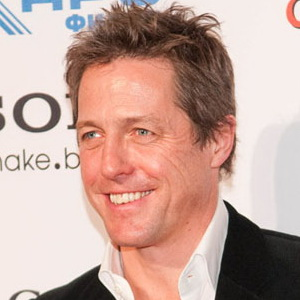
グラントはこの作品でピーター・セラーズ喜劇賞を受賞した

ダニエル・クリーヴァー役のヒュー・グラントは、イヴニング・スタンダード英国映画賞でピーター・セラーズ喜劇賞 (Peter Sellers Award for Comedy) を受賞し、またエンパイア賞英国男優賞、サテライト賞長編ミュージカル・コメディ映画部門助演男優賞、ヨーロッパ映画賞観客賞最優秀ヨーロッパ俳優部門にノミネートされた。
脚本を書いたリチャード・カーティス、アンドリュー・デイヴィス、ヘレン・フィールディングは、イヴニング・スタンダード英国映画賞脚本賞とロンドン映画批評家協会賞イギリス映画脚本賞を受賞し、英国アカデミー賞 脚色賞にもノミネートされた。
映画本編は、英国アカデミー賞 英国作品賞（当時のアレクサンダー・コルダ賞）、ゴールデングローブ賞 映画部門 作品賞 (ミュージカル・コメディ部門)、サテライト賞ミュージカル・コメディ部門 作品賞にノミネートされた。また、エンパイア賞 英国映画賞を受賞した。2008年にはアメリカン・フィルム・インスティチュートから、「10ジャンルのトップ10」においてロマンティック・コメディ映画部門にノミネートされた。

## サウンドトラック

### Bridget Jones's Diary: Music from the Motion Picture

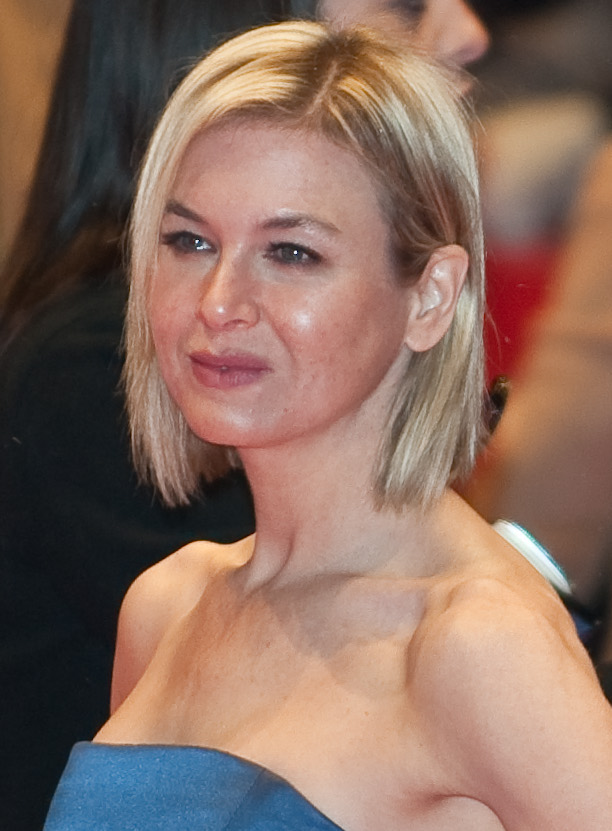
レネー・ゼルウィガーの演技はアメリカ人ながら絶賛された

『ブリジット・ジョーンズの日記 オリジナル・サウンドトラック』（英: Bridget Jones's Diary: Music from the Motion Picture）は、同名映画のため2001年にリリースされたアルバムで、パトリック・ドイルが作曲を担当した。
アルバムにはガブリエルの『アウト・オブ・リーチ』、ジェリ・ハリウェルの『ハレルヤ・ハリケーン』と2曲のヒットソングが収録されている。ハリウェルはこの曲のシングルで自身4回目となる全英シングルチャート連続1位を獲得し、ソロ活動史上最高の売り上げを記録した（当時）。当初ハリウェルの新アルバム『スクリーム・イフ・ユー・ワナ・ゴー・ファスター』のリードシングルは、収録曲『フィールズ・ライク・セックス』"Feels Like Sex" が予定されていたが、ハリウェルの申し出によって、この『ハレルヤ・ハリケーン』もアルバムに追加収録されることになった。ハリウェル版は音楽批評家からも好評価を受け、国際的にも成功して24ヶ国以上でトップ10入りを果たし、複数の国でチャート1位の座を勝ち取った。アメリカ合衆国では多少見劣りする結果になったが、本国イギリスでは、全英シングルチャートに登場するなり1位を獲得し、2週間順位を維持した。売り上げは第1週に155,000ユニット、第2週に8万ユニットの大ヒットで、イギリスだけでシングルは44万枚を売り上げ、2001年の売り上げ13位となったほか、ハリウェルにとって世界中で最も成功したシングルになった。この曲はフランスでも81万2千枚を売り上げるなど大成功を収め、全国音楽出版組合 (SNEP) からは「ダイアモンド」認定を受けた。また2002年のNRJミュージック・アワード（フランス）では、ハリウェルに「インターナショナル・ソング・オブ・ザ・イヤー」（英: International Song of the Year）が贈られた。2006年7月にはメキシコのデジタル・セールス・チャートで79位に入り、2週間トップ100以内をキープした。ハリウェルはミュージック・ビデオについて1980年の映画『フェーム』からインスピレーションを受けたと語っており、またビデオ中でバレエを披露している。
| #         | タイトル                                                                            | 作詞・作曲                                                                                        | アーティスト                                                         | 時間  |
| --------- | ----------------------------------------------------------------------------------- | ------------------------------------------------------------------------------------------------- | -------------------------------------------------------------------- | ----- |
| 1.        | 「アウト・オブ・リーチ」(Out of Reach)                                              | ルイーズ・ボブ ジョナサン・ショートゥン [ 注釈 8 ]                                                | ガブリエル                                                           | 3:18  |
| 2.        | 「リスペクト」(Respect)                                                             | オーティス・レディング                                                                            | アレサ・フランクリン                                                 | 2:22  |
| 3.        | 「ハレルヤ・ハリケーン」(It's Raining Men)                                          | ポール・ジャバラ （ 英語版 ） ポール・シェイファー （ 英語版 ）                                   | ジェリ・ハリウェル                                                   | 4:11  |
| 4.        | 「ジョーンズ嬢に会ったかい?」(Have You Met Miss Jones?)                             | ローレンツ・ハート リチャード・ロジャース                                                         | ロビー・ウィリアムズ                                                 | 2:30  |
| 5.        | 「アイム・エヴリ・ウーマン」(I'm Every Woman)                                       | ニコラス・アシュフォード （ 英語版 ） ヴァレリー・シンプソン （ 英語版 ）                         | チャカ・カーン                                                       | 4:04  |
| #.        | 「ドント・ゲット・ミー・ウロング」(イギリス特別版特典トラック / Don't Get Me Wrong) | クリッシー・ハインド                                                                              | プリテンダーズ                                                       | 3:49  |
| 6.        | 「キス・ザット・ガール」(Kiss That Girl)                                            | シェリル・クロウ                                                                                  | シェリル・クロウ                                                     | 3:13  |
| 7.        | 「キリン・カインド」(Killin' Kind)                                                  | シェルビー・ムーアラー                                                                            | シェルビー・リン                                                     | 4:36  |
| 8.        | 「サムワン・ライク・ユー」(Someone Like You)                                        | ヴァン・モリソン                                                                                  | ダイナ・キャロル                                                     | 3:22  |
| 9.        | 「ノット・オブ・ジス・アース」(Not of This Earth)                                   | ロビー・ウィリアムズ ガイ・チェンバーズ （ 英語版 ）                                              | ロビー・ウィリアムズ                                                 | 4:41  |
| #.        | 「君の瞳に恋してる」(イギリス特別版特典トラック / Can't Take My Eyes Off You)       | ボブ・クルー ボブ・ゴーディオ                                                                     | アンディ・ウィリアムス                                               | 2:58  |
| 10.       | 「ラヴ」(Love)                                                                      | ロージー ダリル・スワン （ 英語版 ）                                                              | ロージー (Rosey)                                                     | 3:38  |
| 11.       | 「ストップ、ルック、リッスン」(Stop, Look, Listen (To Your Heart))                  | トム・ベル リンダ・クリード                                                                       | ダイアナ・ロス & マーヴィン・ゲイ                                    | 2:48  |
| 12.       | 「ドリームサム」(Dreamsome)                                                         | シェルビー・ムーアラー ジェイ・ジョイス （ 英語版 ） ドロシー・オーヴァーストリート [ 注釈 10 ]   | シェルビー・リン                                                     | 4:12  |
| 13.       | 「イッツ・オンリー・ア・ダイアリー」(It's Only a Diary)                             | パトリック・ドイル                                                                                | パトリック・ドイル                                                   | 4:24  |
| 14.       | 「プリテンダー・ガット・マイ・ハート」(Pretender Got My Heart)                      | カレン・プール （ 英語版 ） シェリー・プール （ 英語版 ） マーティン ホガース [ 注釈 11 ]         | アリシャズ・アティック                                               | 4:06  |
| 15.       | 「オール・バイ・マイセルフ」(All by Myself)                                         | エリック・カルメン セルゲイ・ラフマニノフ                                                         | ジェイミー・オニール                                                 | 4:35  |
| 16.       | 「ウーマン・トラブル」(イギリス特別版特典トラック / Woman Trouble)                  | クレイグ・デイヴィッド ピーター・デヴェルー クレイグ・ロビー・エルキンズ マーク・ヒル [ 注釈 12 ] | アートフル・ドジャー & ロビー・クレイグ feat. クレイグ・デイヴィッド | 3:08  |
| 17.       | 「リング、リング、リング」(Ring Ring Ring)                                          | アーロン・ソウル ブリスコ ジェイラン [ 注釈 14 ]                                                  | アーロン・ソウル                                                     | 3:53  |
| 合計時間: | 合計時間:                                                                           | 合計時間:                                                                                         | 合計時間:                                                            | 69:48 |

| チャート（2001年）                              | 最高順位 |
| ----------------------------------------------- | -------- |
| オーストラリア (ARIA)                           | 1        |
| オーストリア (Ö3 Austria)                       | 1        |
| カナダ（ニールセン・サウンドスキャン）          | 13       |
| ベルギー (Ultratop Flanders)                    | 5        |
| ベルギー (Ultratop Wallonia)                    | 5        |
| デンマーク (Hitlisten)                          | 1        |
| オランダ (MegaCharts)                           | 1        |
| フィンランド (Suomen virallinen lista)          | 11       |
| フランス (SNEP)                                 | 6        |
| ドイツ (Offizielle Top 100)                     | 3        |
| ニュージーランド (RMNZ)                         | 1        |
| ノルウェー (VG-lista)                           | 1        |
| スペイン (PROMUSICAE)                           | 37       |
| スイス (Schweizer Hitparade)                    | 8        |
| スウェーデン (Sverigetopplistan)                | 3        |
| UK Albums（オフィシャル・チャーツ・カンパニー） | 2        |
| US Billboard 200                                | 36       |
| US Top Internet Albums (Billboard)              | 8        |
| US Top Soundtracks (Billboard)                  | 14       |

| チャート（2001年）               | 順位 |
| -------------------------------- | ---- |
| オーストラリア (ARIA)            | 11   |
| オーストリア (Ö3 Austria)        | 26   |
| デンマーク (Hitlisten)           | 17   |
| オランダ (MegaCharts)            | 23   |
| フランス (SNEP)                  | 88   |
| ドイツ (Offizielle Top 100)      | 47   |
| スウェーデン (Sverigetopplistan) | 30   |
| スイス (Schweizer Hitparade)     | 53   |

| 先代 『ムーラン・ルージュ オリジナル・サウンドトラック』 Moulin Rouge! Music from Baz Luhrmann's Film by ヴァリアス・アーティスト | オーストラリア・ARIAチャート第1位獲得アルバム (en) 1) 2001年8月13日 – 9月9日 2) 2001年9月17日 – 9月23日 | 次代 1)『ファンク・オデッセイ』 A Funk Odyssey by ジャミロクワイ 2)『V』by ライブ |

### Bridget Jones's Diary 2: More Music from the Motion Picture and Other V.G. Songs
| #   | タイトル                                                                                              | 作詞 | 作曲・編曲 | アーティスト                          |
| --- | --- | ---- | ---------- | ------------------------------------- |
| 1.  | 「ミー・アンド・ミセス・ジョーンズ」(Me and Mrs. Jones)                                               |      |            | ドラマティックス                      |
| 2.  | 「サムワン・ライク・ユー」(Someone like You)                                                          |      |            | ヴァン・モリソン                      |
| 3.  | 「マイ・ラヴィン（ユーアー・ネヴァー・ガナ・ゲット・イット）」(My Lovin' (You're Never Gonna Get It)) |      |            | アン・ヴォーグ                        |
| 4.  | 「マイ・ファニー・ヴァレンタイン」(My Funny Valentine)                                                |      |            | エルヴィス・コステロ                  |
| 5.  | 「エイント・ノー・マウンテン・ハイ・イナフ」(Ain't No Mountain High Enough)                           |      |            | ダイアナ・ロス                        |
| 6.  | 「イエス」(Yes)                                                                                       |      |            | マッカルモント&バトラー               |
| 7.  | 「ウーマン」(Woman)                                                                                   |      |            | ネナ・チェリー                        |
| 8.  | 「ウィザウト・ユー」(Without You)                                                                     |      |            | ニルソン                              |
| 9.  | 「ドゥー・ホワット・ユー・ガッタ・ドゥー」(Do What You Gotta Do)                                      |      |            | ニーナ・シモン                        |
| 10. | 「セイ・ホワット・ユー・ウォント」(Say What You Want)                                                 |      |            | テキサス                              |
| 11. | 「ブラス・イン・ポケット」(Brass in Pocket)                                                           |      |            | プリテンダーズ                        |
| 12. | 「アウト・オブ・リーチ（アコースティック・バージョン）」(Out of Reach (Acoustic Version))             |      |            | ガブリエル                            |
| 13. | 「ウィル・ユー・ラヴ・ミー・トゥモロー」(Will You Love Me Tomorrow)                                   |      |            | シュレルズ                            |
| 14. | 「レッツ・ゲット・イット・オン」(Let's Get It On)                                                     |      |            | マーヴィン・ゲイ                      |
| 15. | 「ウォーターフォールズ」(Waterfalls)                                                                  |      |            | TLC                                   |
| 16. | 「エンジェルス」(Angels)                                                                              |      |            | ロビー・ウィリアムズ                  |
| 17. | 「イット・シュッド・ハヴ・ビーン・ミー」(It Should Have Been Me)                                      |      |            | イヴォンヌ・フェア                    |
| 18. | 「ウー・ベイビー・ベイビー」(Ooo Baby Baby)                                                           |      |            | スモーキー・ロビンソン&ザ・ミラクルズ |
| 19. | 「アイ・ドント・ウォント・トゥ・トーク・アバウト・イット」(I Don't Want to Talk About It)             |      |            | ダイナ・キャロル                      |
| 20. | 「パッショネート・キスィズ」(Passionate Kisses)                                                       |      |            | メアリー・チェイピン・カーペンター    |

| チャート（2001年）          | 最高順位 |
| --------------------------- | -------- |
| オーストリア (Ö3 Austria)   | 67       |
| ドイツ (Offizielle Top 100) | 97       |

## 続編
- 『ブリジット・ジョーンズの日記 きれそうなわたしの12か月』(2004年)
- 『ブリジット・ジョーンズの日記 ダメな私の最後のモテ期』(2016年)
- 『ブリジット・ジョーンズの日記 サイテー最高な私の今』(2025年)